# Chema Andrés
José María „Chema“ Andrés Baixauli (* 25. April 2005 in Valencia) ist ein spanischer Fußballspieler, der beim VfB Stuttgart unter Vertrag steht. Er wird meistens als zentraler oder defensiver Mittelfeldspieler eingesetzt.

## Karriere

### Verein
Chema Andrés begann seine Laufbahn als Fußballspieler im Alter von fünf Jahren bei Bétera CF, einem Verein aus Bétera, nahe Valencia. Im Sommer 2013 wechselte er zu UD Levante, wo er bis 2018 verbleiben sollte. Im Alter von dreizehn Jahren schloss sich Chema Andrés der Jugend von Real Madrid an, wo er zunächst im Kader der U14 (Infantil A) begann und fortan mehrere Nachwuchsmannschaften durchschritt, ehe er 2022 in die A-Jugend der Königlichen gelangte. In der UEFA Youth League erreichte er mit seiner Mannschaft 2022/23 das Viertelfinale und brachte es dabei auf sieben Einsätze. In derselben Spielzeit gewann er mit der A-Jugend von Real Madrid das Double aus Meisterschaft und Pokal. Am 12. Mai 2024 bestritt er in einer Ligabegegnung der Primera Federación zwischen Real Madrid Castilla und der Zweitmannschaft des FC Granada sein erstes Spiel im Erwachsenenbereich.
Sein Debüt im A-Kader von Real Madrid feierte Chema Andrés am 6. Januar 2025 in der dritten Runde der Copa del Rey gegen CD Minera. Wenig später, am 19. Januar 2025, nahm er gegen UD Las Palmas auch erstmals an einem Meisterschaftsspiel für die Königlichen teil.
Im Juli 2025 wechselte Chema Andrés zum deutschen Bundesligisten VfB Stuttgart.

### Nationalmannschaft
Chema Andrés, der 2022 und 2023 bereits mehrere Freundschaftsspiele für die U18 Spaniens bestritten hatte, war Teil des Aufgebots der Iberer bei der U-19-Europameisterschaft 2024, bei der er mit seiner Landesauswahl durch ein 2:0 im Endspiel gegen Frankreich den Titel erobern konnte. Er selbst kam in allen sechs Spielen zum Einsatz, in fünf davon über die volle Zeit, und steuerte ein Tor bei.

## Titel
Real Madrid
- Spanischer A-Junioren-Meister: 2022/23
- Spanischer A-Junioren-Pokalsieger: 2023

Nationalmannschaft
- U-19-Europameister: 2024